# Cornus officinalis
Cornus officinalis är en kornellväxtart som beskrevs av Sieb. och Zucc.. Cornus officinalis ingår i släktet korneller, och familjen kornellväxter. Inga underarter finns listade i Catalogue of Life.

## Bildgalleri

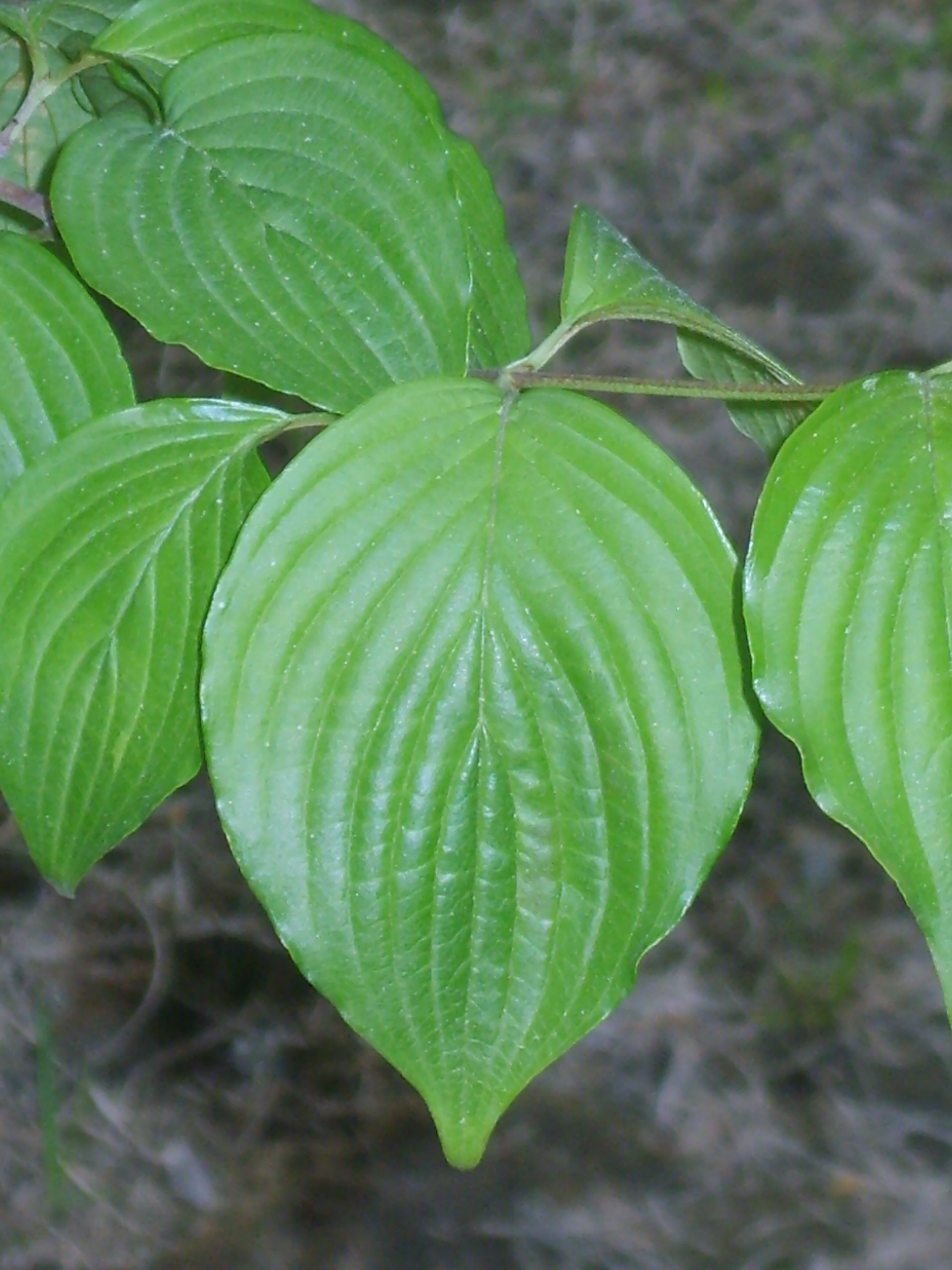
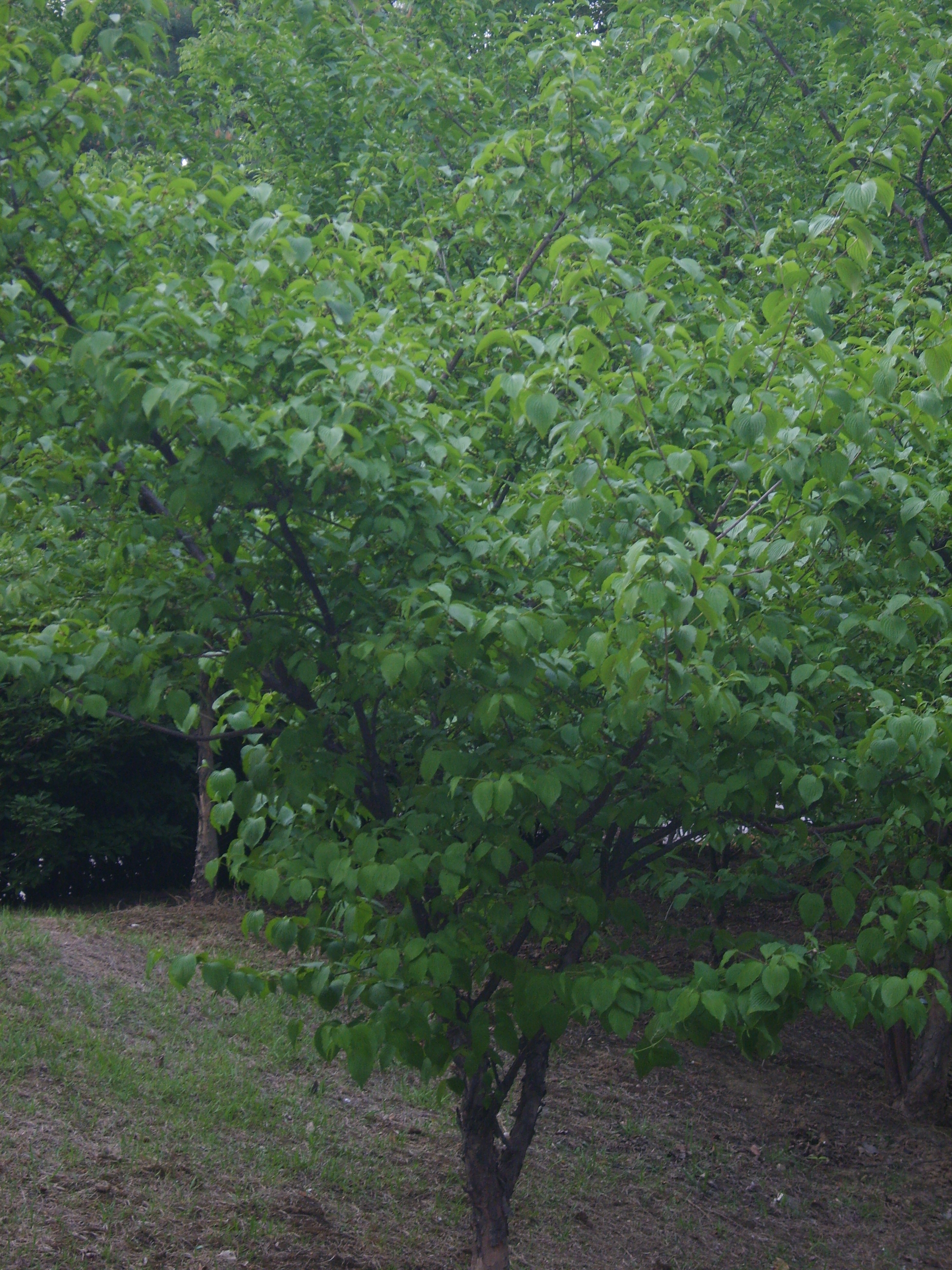
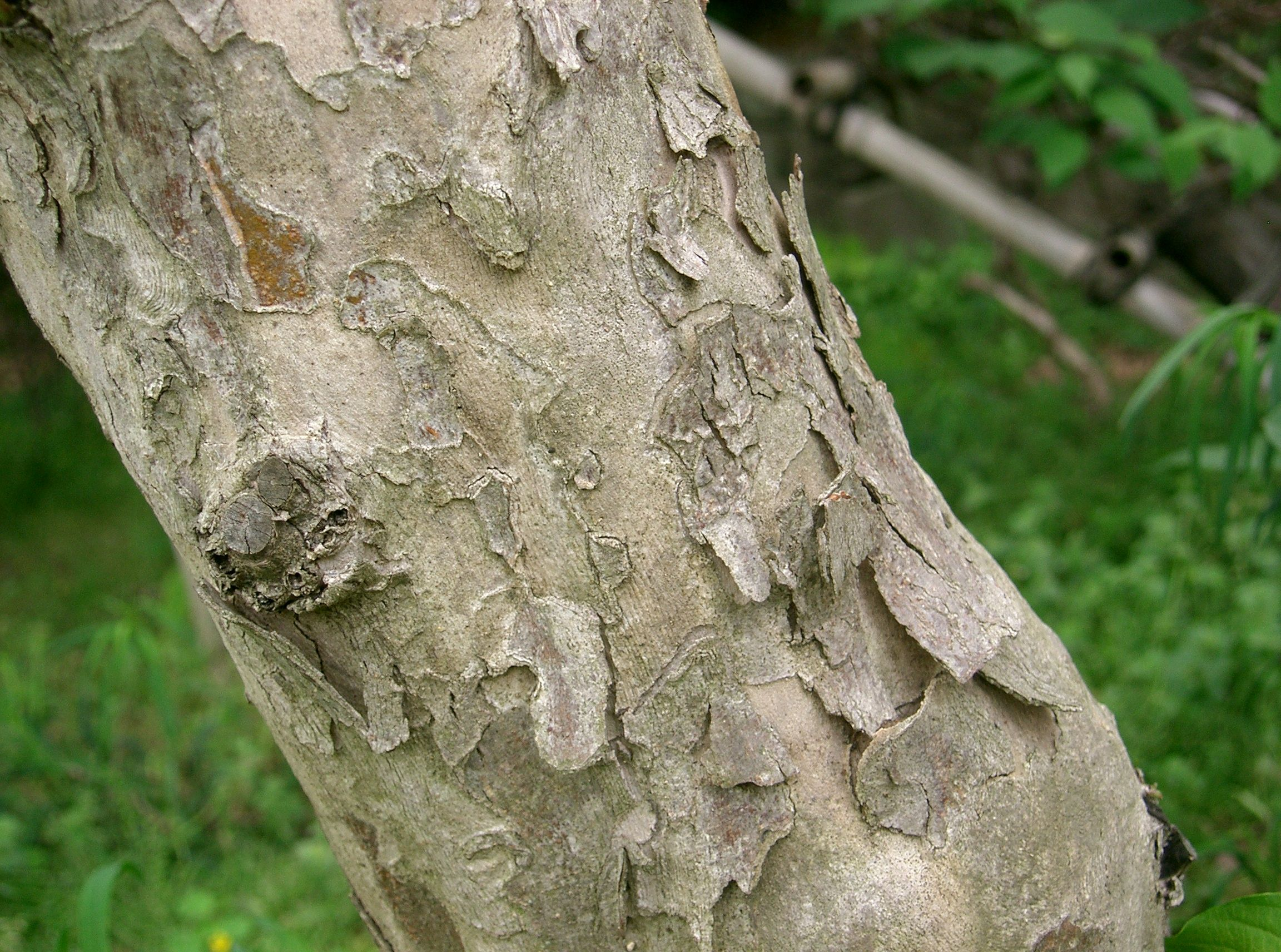
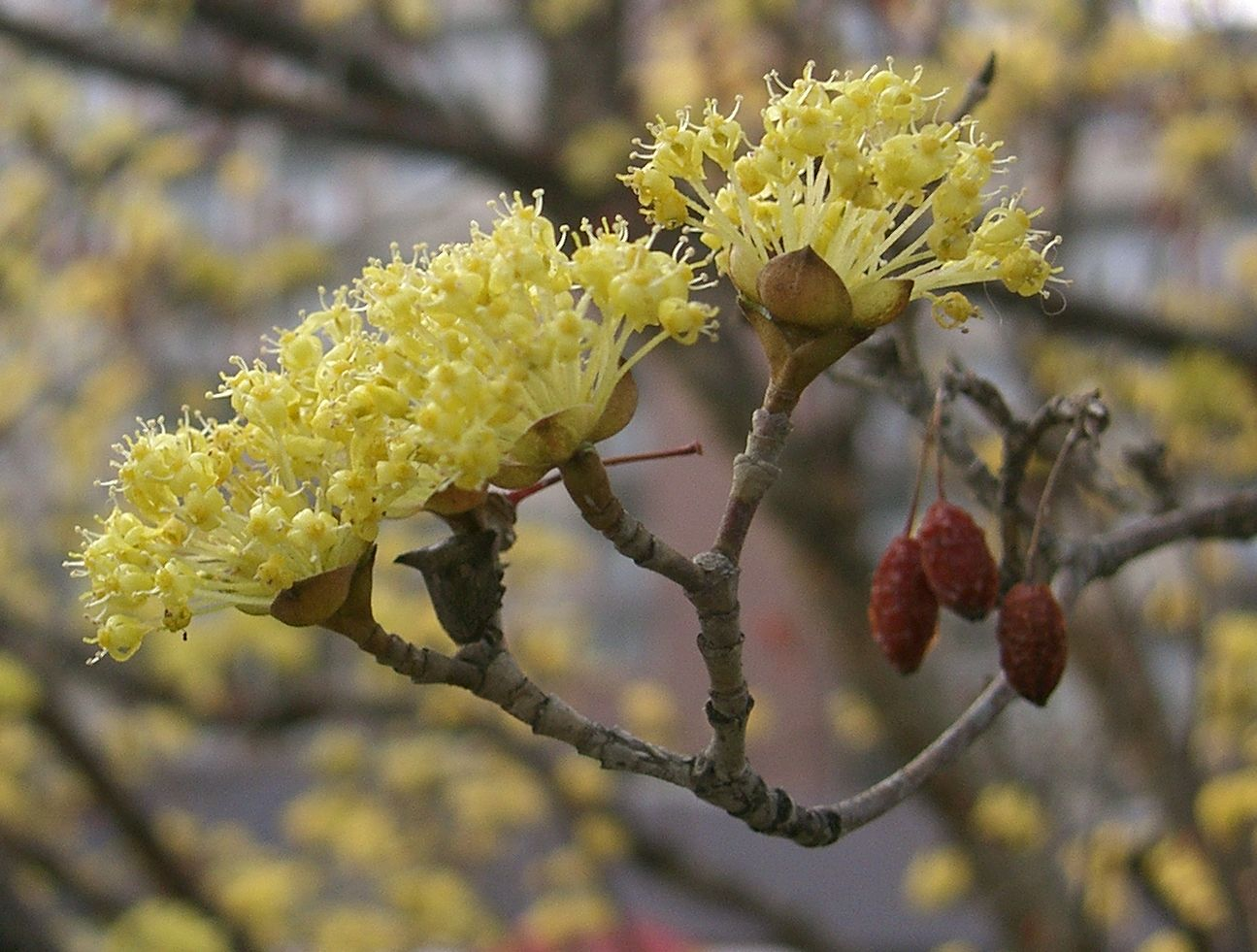
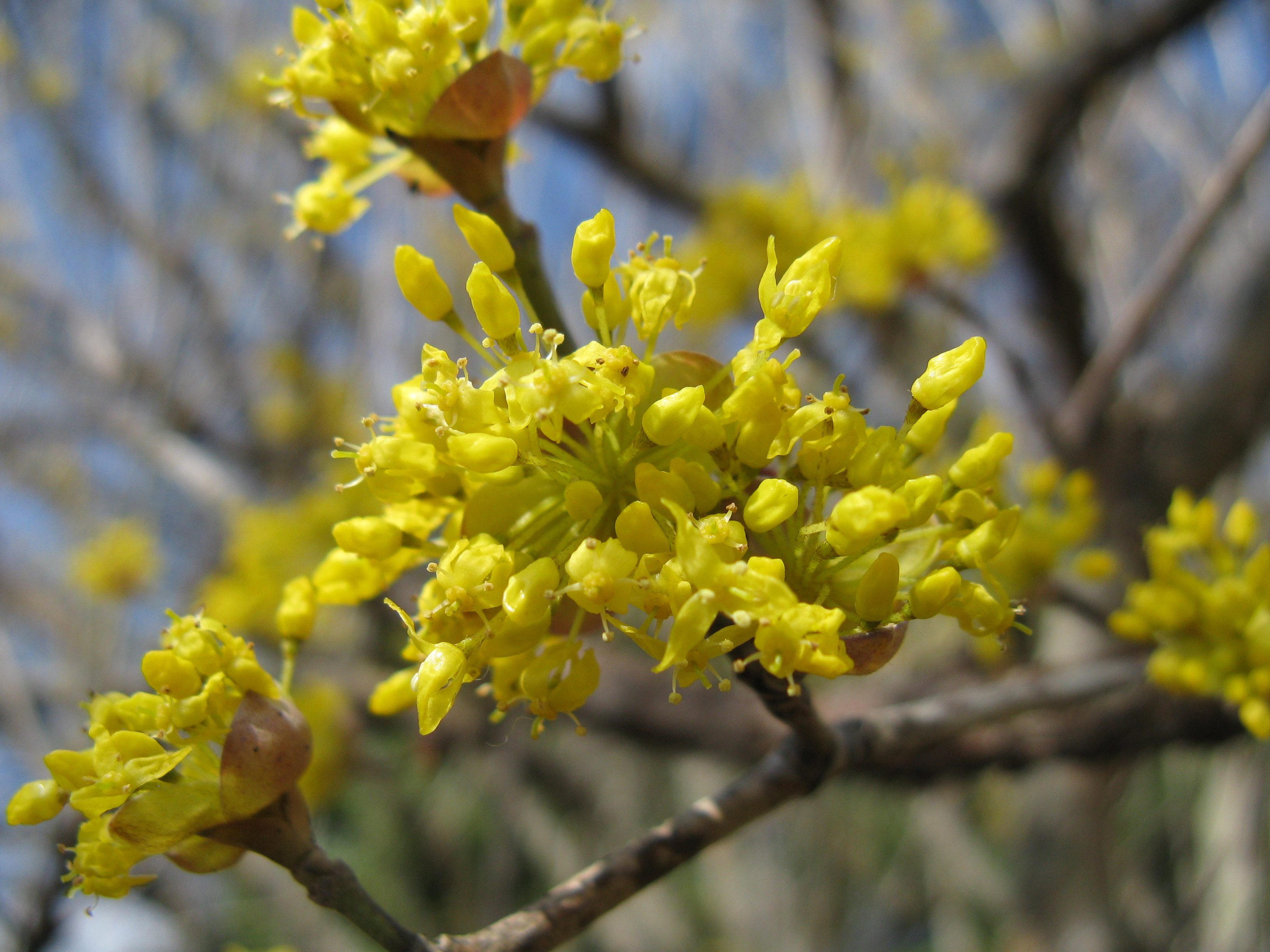
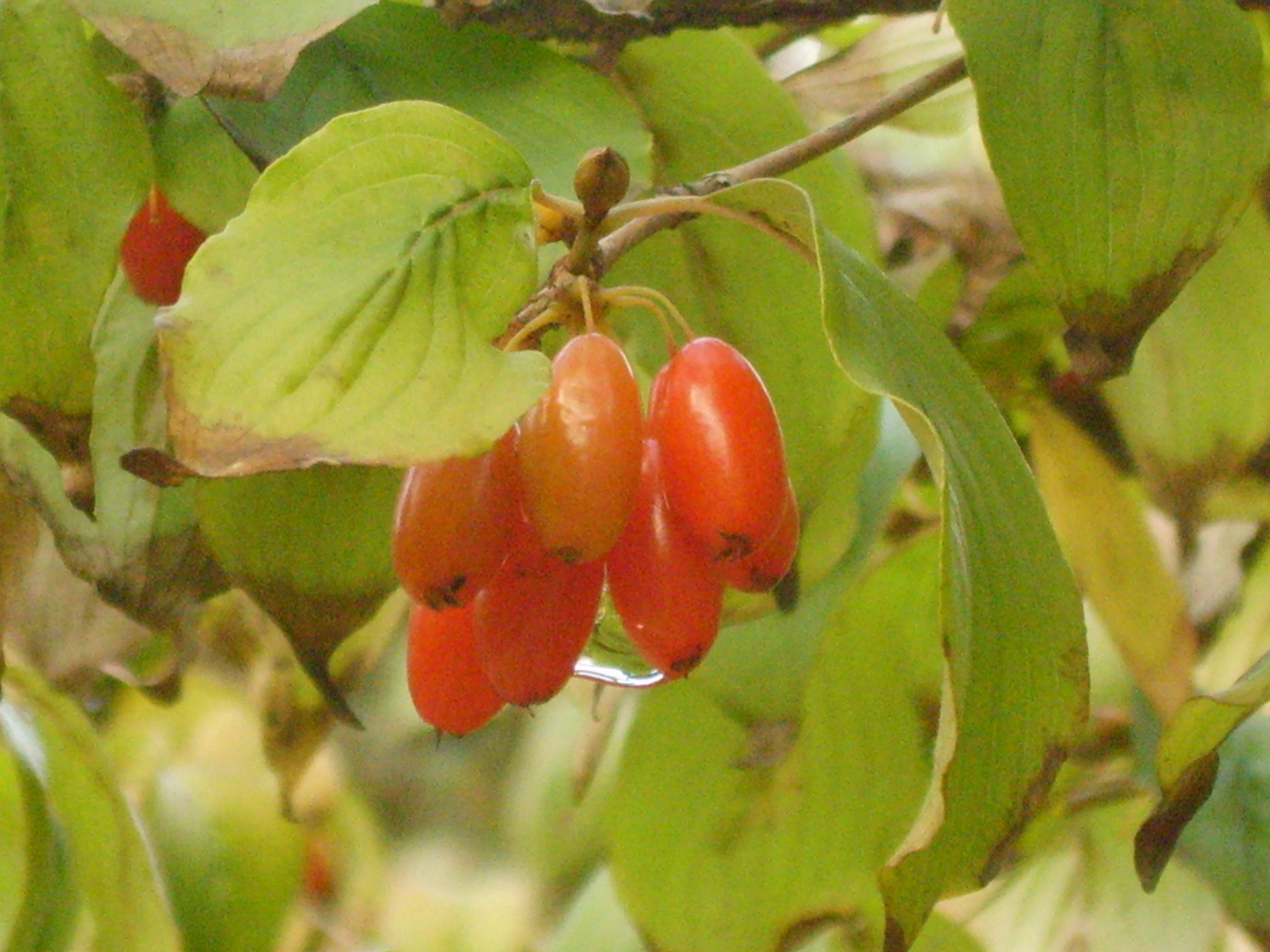